# Tony Hapgood
Edris Anthony Hapgood, più conosciuto con il diminutivo Tony Hapgood (Kettering, 13 giugno 1930 – Blackburn, 1º settembre 2011) è stato un calciatore inglese, di ruolo attaccante.

## Biografia
Suo padre Eddie è stato a sua volta un calciatore professionista.

## Carriera
Dopo aver giocato nelle giovanili del Burnley, club della prima divisione inglese, nel 1948 all'età di 17 anni viene aggregato alla prima squadra; fa tuttavia il suo esordio solamente nella stagione 1951-1952, all'età di 21 anni: nel corso della stagione totalizza complessivamente 7 presenze e 2 reti nel campionato di First Division. A fine stagione viene ceduto al Watford, club di terza divisione, con cui nella stagione 1952-1953 gioca però solamente una partita, in terza divisione. Negli anni seguenti gioca a livello semiprofessionistico prima con l'Asfhord Town e poi con il Chatham Town.